# Lawon Wolski
Lawon Wolski (biał. Лявон Вольскі; właśc. Leanid Arturawicz Zejdel-Wolski, biał. Леанід Артуравіч Зэйдэль-Вольскі, ur. 14 września 1965 w Mińsku) – białoruski muzyk rockowy, wokalista i gitarzysta zespołów Mroja, N.R.M., Krambambula oraz Zet. Grał również w zespole Nowaje Nieba.
Wraz z innymi białoruskimi muzykami brał udział w licznych wspólnych projektach, takich jak Pieśniarok – album w hołdzie pierwszemu białoruskiemu zespołowi rockowemu, rock-opera Narodny albom oraz płyta z piosenkami patriotycznymi Ja naradziusia tut.

## Życiorys
Lawon Wolski jest synem poety Artura Wolskiego, a jego dziadkiem był Wital Wolski – znany białoruski pisarz. Przodkowie Lawona to Niemcy wyznania luterańskiego.
W 1984 roku ukończył Miński państwowy uniwersytet artystyczny im. A. Glebowa. Tam w czasie swojej nauki poznał Aleha Dziemidowicza oraz Uładzimiera Dawydouskiego, z którymi wspólnie założył grupę Fawaryt (późniejsza Mroja). W 1994, po pewnych zmianach w składzie zapoczątkował przekształcenie Mroi w N.R.M., w którym do 2010 roku był głównym autorem muzyki i tekstów. Jednocześnie w latach 1990–1998 był też członkiem grupy Nowaje Nieba.
W 2003 roku N.R.M. znalazł się na „czarnej liście” Ministra Kultury, zabraniający muzykom dawania koncertów na terenie Białorusi, a także puszczania ich piosenek w radiu oraz telewizji. W latach zakazu (2003–2007) zespół koncertował prawie wyłącznie za granicą: w Polsce, Danii, Niemczech.
W tym czasie Wolski zajął się też innymi projektami, jednym z których jest grupa Krambambula. Zespół został stworzony jako alternatywa dla obecnej rozrywkowej sceny muzycznej dla Białorusi, a jego celem jest popularyzacja języka białoruskiego poprzez pozytywne emocje.
Obecnie Lawon Wolski śpiewa i gra w zespołach Krambambula oraz Volski, jest autorem kilku tomików wierszy, a od 2010 roku uczestniczy w tworzeniu audycji „Sauka dy Hryszka” w Radiu Swaboda. Wraz z żoną Hanną Wolską (zm. 2016), producentem muzycznym, mają córkę Adelę. Ożenił się po raz drugi z pisarką i producentką Janą Wolską. W 2023 roku wspólnie wydali w Warszawie w wydawnictwie Słowianka książkę dla dzieci „Oszustki”. 
Pod koniec 2023 roku białoruskie sądy dodały strony Wolskiego na Telegramie i Instagramie do listy materiałów ekstremistycznych.

## Odznaczenia
- Medal 100-lecia Białoruskiej Republiki Ludowej – 2019[12]
- Medal Franciszka Skaryny – Zjednoczony Gabinet Przejściowy Białorusi; 2025[13]

### Proza
- Miłaruś (Міларусь, 2011)[14][15]

### Poezja
- Kalidor (Калідор, 1993)
- Fotaalbom (Фотаальбом, 1998)

## Dyskografia

### Albumy solowe
- Kuplety i prypiewy (2008)
- Biełaja jabłynia hromu (2010)
- Hramadaznaŭstva (2014)
- Psychasamatyka (2016)
- Hravitacyja (2019)
- Ameryka (2020)
- Trybunał (2021)

## Teledyski
| Rok  | Tytuł                      | Pisownia oryginalna        | Data premiery       | Reżyser                       | Źródło |
| ---- | -------------------------- | -------------------------- | ------------------- | ----------------------------- | ------ |
| 2011 | „Wiera, nadzieja, lubou”   | «Вера, надзея, любоў»      | 22 marca 2011       | Maciej Saburau                | [ 16 ] |
| 2013 | „Krainy niama”             | «Краіны няма»              | 12 kwietnia 2013    | Krzysztof Łukaszewicz         | [ 17 ] |
| 2014 | „Šeraja kroŭ”              | „Šeraja kroŭ”              | 7 maja 2014         | Cinema Pride                  | [ 18 ] |
| 2015 | „Majo kachańnie”           | „Majo kachańnie”           | 30 kwietnia 2015    | Marija Meškovaitė             | [ 19 ] |
| 2016 | „A chto tam idzie”         | „A chto tam idzie”         | 5 czerwca 2016      | Maciej Saburau                | [ 20 ] |
| 2016 | „Ciopłaje minułaje”        | „Ciopłaje minułaje”        | 22 listopada 2016   | Maciej Saburau                | [ 21 ] |
| 2017 | „Śpiavajcie”               | „Śpiavajcie”               | 28 kwietnia 2017    | Maciej Saburau                | [ 22 ] |
| 2018 | „Hieroi nie pamirajuć”     | «Героі не паміраюць»       | 22 marca 2018       | Maciej Saburau                | [ 23 ] |
| 2018 | „Lohkija-lohkija”          | „Lohkija-lohkija”          | 13 kwietnia 2018    | Maciej Saburau                | [ 24 ] |
| 2018 | „Źnikłyja ludzi”           | „Źnikłyja ludzi”           | 27 listopada 2018   | Arciom Łobacz                 | [ 25 ] |
| 2018 | „Aperacyja „Adukacyja””    | „Aperacyja „Adukacyja””    | 17 grudnia 2018     | Siarhiej Ausianik             | [ 26 ] |
| 2019 | „Russkaja piesnia”         | „Русская песня”            | 30 stycznia 2019    | Alaksandr Mickiewicz          | [ 27 ] |
| 2019 | „Lepšyja na śviecie”       | „Lepšyja na śviecie”       | 26 lutego 2019      | Arciom Łobacz                 | [ 28 ] |
| 2019 | „Čovien”                   | „Čovien”                   | 26 lutego 2019      | Lizawieta Hanczarowa          | [ 29 ] |
| 2019 | „Zima”                     | „Zima”                     | 1 listopada 2019    | Swiatłana Kazłouskaja         | [ 30 ] |
| 2019 | „Kali iduć na abardaž”     | „Kali iduć na abardaž”     | 22 listopada 2019   | Arciom Łobacz                 | [ 31 ] |
| 2020 | „Ameryka”                  | „Ameryka”                  | 15 kwietnia 2020    | Maciej Saburau, Jana Wolskaja | [ 32 ] |
| 2020 | „Mnie treba iści”          | „Mnie treba iści”          | 30 czerwca 2020     | Maciej Saburau                | [ 33 ] |
| 2020 | „Iržavaja dziaržava”       | „Iržavaja dziaržava”       | 31 lipca 2020       | Walery Kandraćjeu             | [ 34 ] |
| 2020 | „Dychajem znou”            | „Дыхаем зноў”              | 5 sierpnia 2020     | Wolha Bartława                | [ 35 ] |
| 2020 | „Lohkija-lohkija”          | „Lohkija-lohkija”          | 7 sierpnia 2020     | Alaksandr Mickiewicz          | [ 36 ] |
| 2020 | „Worahi narodu”            | „Ворагі народу”            | 18 września 2020    | Maciej Saburau                | [ 37 ] |
| 2021 | „Tolki dla ciabie”         | „Tolki dla ciabie”         | 23 marca 2021       | Maciej Saburau                | [ 38 ] |
| 2021 | „Hieroi našaj ziamli”      | „Hieroi našaj ziamli”      | 24 marca 2021       | Ihar Nazaranka                | [ 39 ] |
| 2021 | „Pałon”                    | „Pałon”                    | 9 sierpnia 2021     | Motsna                        | [ 40 ] |
| 2021 | „Iržavaja dziaržava”       | „Iržavaja dziaržava”       | 5 października 2021 | Walery Kandraćjeu             | [ 41 ] |
| 2021 | „Pałon” (wersja animowana) | „Pałon” (wersja animowana) | 17 grudnia 2021     | Marharyta Cichanowicz         | [ 42 ] |
| 2022 | „Herojam sława!”           | „Героям слава!”            | 28 marca 2022       | Motsna                        | [ 43 ] |